# 赵家军
赵家军（1961年5月—），男，汉族，山东邹城人，中华人民共和国医生、政治人物。上海第二医科大学内分泌专业毕业。

## 生平
1977年8月参加工作。先后担任山东省立医院内分泌科主任，内科副主任兼内分泌科主任，副院长兼内分泌科主任。2004年8月加入中国致公党。2008年，当选第十一届全国人民代表大会山东地区代表。2016年1月，被补选为山东省政协副主席。2018年1月，当选第十三届全国政协委员。2018年3月，当选中国人民政治协商会议第十三届全国委员会常务委员。2018年10月起任山东省立医院院长兼内分泌科主任。2019年3月2日起任山东第一医科大学（山东省医学科学院）副校长（副院长）。2023年1月，卸任山东省政协副主席职务。